# Deutsche Gesellschaft für Sprachwissenschaft

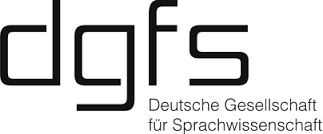

Die Deutsche Gesellschaft für Sprachwissenschaft e. V. (DGfS) ist eine 1978 gegründete wissenschaftliche Gesellschaft, deren Zweck die Förderung der Sprachwissenschaft in Deutschland ist, einschließlich der Förderung des sprachwissenschaftlichen Nachwuchses und der internationalen Zusammenarbeit im Bereich der Sprachwissenschaft. Der Sitz der Gesellschaft ist Düsseldorf.
Anders als die sprachpflegerisch oder laienorientierten Sprachvereine ist bei der DGfS ein akademischer Beruf im Bereich der Sprachwissenschaften Voraussetzung für den Status als ordentliches Mitglied. Somit fungiert die DGfS auch als Berufsverband der deutschen Sprachwissenschaftler.
Die Arbeit der DGfS dient nicht einer bestimmten Einzelsprache, sondern umfasst die Allgemeine Sprachwissenschaft ebenso wie die Sprachwissenschaften innerhalb der verschiedenen Einzelphilologien (wie z. B. klassische Philologie, Germanistik, Anglistik, Romanistik, Slawistik etc.). Seit 1988 verfügt die in ihrer Bedeutung stark gewachsene sprachwissenschaftliche Teildisziplin der Computerlinguistik innerhalb der DGfS über eine eigene Sektion.
Die DGfS gibt die Zeitschrift für Sprachwissenschaft (ZS) heraus. Von 2004 bis 2024 erschien sie im Verlag Walter de Gruyter, seit 2025 in Eigenregie auf einer Publikationsplattform der Universität Konstanz. Die Mitglieder der Redaktion werden für eine begrenzte Amtszeit von der Mitgliederversammlung der DGfS gewählt.

Einmal jährlich verleiht die DGfS den Wilhelm von Humboldt-Preis für Sprachwissenschaft an Linguisten, die die Sprachwissenschaft in besonders vorbildlicher Weise vertreten. Der Preis wird für die beste linguistische Nachwuchsarbeit vergeben und zeichnet Doktorarbeiten aus, die in methodischer, theoretischer oder inhaltlicher Hinsicht bedeutende Beiträge zur linguistischen Forschung darstellen. Ebenfalls wird der Wilhelm von Humboldt-Preis für das Lebenswerk an Sprachwissenschaftler verliehen, die sich besonders um die Belange der Sprachwissenschaft verdient gemacht haben.
Der Plan, eine „gendersensible“ Neufassung der Satzung 2021 zu beschließen, führte zu Protesten und zu Austritten prominenter Mitglieder, etwa des ehemaligen Vorsitzenden Peter Suchsland.